# ALBA (芸能プロダクション)
株式会社ALBAは、日本の芸能事務所。日本芸能マネージメント事業者協会会員。
主にナレーター、俳優のマネージメントを行っている。
その他にナレーター、俳優の養成やワークショップも行っている。

## 所属タレント・ナレーター

### 男性
| あ行 - 秋山慶史 - 姉﨑凌 - 遠藤翔太朗 - 遠藤哲司 か行 - 株田裕介 - 康すおん（声のみ） - 久保田芳之 - 古角太我 - 小森三平 さ行 - Thumb - 首藤健祐 - 新城侑樹 - 鈴木智晴 | た行 - 高野力哉 - 瀧村直樹 - 竹下知雄 - 辰典 - 田中博太 - 塚本真也 - T.赤谷 - 富沢たかし な行 - 中川むっく（準所属） - 中山一朗 - 仁井山征弘 - 野町祐太（準所属） - 野村太郎 は行 - 響大祐 - 平澤瑤 - 福崎正之 - 藤枝どんぐり - 布施雅英 - 舟田敬 - 星和利 | ま行 - 増田精一郎 - 松嶋創 - 松原匠 - 三村聡 - 元澤ヒロヨシ - 森伸 - 森下和 や行 - 山口征秀 - 山田誠一郎 - 山近有太 - 山本恭爾 - 吉岡幹 わ行 - 渡辺あつし |

### 女性
| あ行 - 会田典子 - 池ヶ谷佑香 - 池田詩穂 - 井関花梨 - 一龍斎貞奈 - 井上貴子 - 大須賀麻央 - 大西玲子 - 大山智子 か行 - 神谷麻衣子 - 北島智恵子 - 桐山菜穂 - 工藤冴香 - 久万玲子（準所属） - 桑鶴マミヤ - 煙山すずか - 小築舞衣 - 駒田清美 | さ行 - 佐倉美沙子 - 佐々木みゆ（準所属） - SATSU（ダンサー） - 清水まゆみ - すずき敬子 - 鈴木美園 - 鈴木由希 - 清王裕子 - 峙由紀子 た行 - 鷹橋まみ - 高橋有希 - 高村綾子 - 高山結生 - 舘花裕佳 - CHAKO（ダンサー） - 戸田早奈美 な行 - 中里めら - 中原瑞紀 | は行 - 浜田サチ - 浜野ゆうき - 東優夏 - 日吉加奈 - 平山真理子 - 広野そのみ - 福井玲子 - 福升葵七 - 降月海弥 - 北斗利佳 - 星野真央 ま行 - 松永衣吹（準所属） - 松村秀美 - 三浦こずえ - みことねちか - 南山裕希 - 南さやか（準所属） - 三村杏樹 - 武藤寿美 - 森香緒留 や行 - 矢内佑奈 - 山前麻緒 - 山本ナターシャ |

## かつて所属していた主なタレント・ナレーター
| 男性 - 水上武 - 井原道 - 坂井成紀 - 雷俊 - 小林タカ鹿 - 土矢兼久 - 日向翔梧 - 岡野真士（現所属：大沢事務所） - 倉本真人（現所属：青二プロダクション） - 坂東尚樹（現所属：プロダクション・エース） - 江戸川萬時（現所属：A.L.C.Atlantis） - 加藤久雅（現所属：愛企画） - 蒲地竜也 - 高田健一（現所属：オリオンズベルト） - 辻親八（現所属：ステイラック） - 長戸勝彦（現所属：豪勢堂GLove） - 矢田稔（現所属：ケッケコーポレーション） - 山崎岳彦（現所属：青二プロダクション） | 女性 - 佳島裕子 - 佐久間なつみ - 隆麻衣子（現所属：シグマ・セブン） - 鮎川麻弥 - 石田迪子 - 岡本茉莉（現所属：81プロデュース） - 白井美香 - とよこ.D - 酒田恵美子 |